# (35710) 1999 FT29
1999 FT29 (asteroide 35710) é um asteroide da cintura principal. Possui uma excentricidade de 0.20115180 e uma inclinação de 5.68830º.
Este asteroide foi descoberto no dia 19 de março de 1999 por LINEAR em Socorro.